# Dysdera isfahanica
Dysdera isfahanica (лат.) — вид аранеоморфных пауков из семейства Dysderidae.
Обнаружен в Иране. Название происходит от имени провинции, где найдена типовая серия.

## Описание
Мелкий паук. Общая длина голотипа самца 10,47 мм. Карапакс 4,15 мм в длину и 3,45 в ширину (у самки — 9,45 мм, 3,30 мм и 2,55 мм, соответственно). Диаметры глаз: передние AME 0,17 мм, заднесрединные PME 0,14 мм, заднебоковые PLE 0,15 мм (у самки — 0,15; 0,14; 0,12). Карапакс, стернум, хелицеры, лабиум и максиллы оранжевые. Ноги желтоватые. Брюшко бледно-бежевое, без рисунка. Паутинные железы равномерно бледно-бежевые. Самец этого вида отличается от самцов других видов своей группы, встречающихся в регионе, очень длинным псемболусом (длина псемболуса/длина тегулума = 1,85 у нового вида, против 1,6 или менее у большинства других видов), округлым дугообразным гребнем (Ar), наличием выемки заднего апофиза (против отсутствия) и срединным положением заднего апофиза на псемболусе (против близкого к тегулуму). Dysdera persica также имеет длинный псемболус (длина псембола/длина тегулума = 2), но отличается от D. isfahanica формой заднего апофиза. Самку этого вида можно узнать по длинным переднелатерально вытянутым углам рецептакла. Включён в состав видовой группы Dysdera aculeata, для которой характерен удлинённый и шестиугольный карапакс, псемболус длиннее тегулума, с передним (= срединным) гребнем и заострённой вершиной. Расстояние между задними боковыми и срединными глазами (PLE и PME) менее половины их диаметра.

## Распространение
Иран, провинция Исфахан: Pir Bakran, 150 ка западнее Исфахана, 32°28'N, 51°33'E.